# Grande Mesquita de Argel
A Grande Mesquita de Argel (em árabe : الجامع الكبير , Jemaa Kebir ) ou "Djama'a al-Kebir" (que significa Grande Mesquita) é uma mesquita em Argel, na Argélia, localizada muito perto do Porto de Argel. Uma inscrição no mimbar (منبر) ou no púlpito testemunha o facto de que a mesquita foi construída em 1097. Também é conhecida por vários outros nomes como a Grande Mesquita de Alger, Djamaa al-Kebir, Mesquita de El Kebir e Jami Masjid. É um dos poucos exemplos remanescentes de Arquitectura almorávida. É a mesquita mais antiga de Argel e é considerada a mesquita mais antiga da Argélia, depois da Grande Mesquita de Cairuão. Foi construído sob o sultão Ali ibne Iúçufe. O seu minarete data de 1332 (1324 em algumas fontes) e foi construído pelo Sultão Zianide de Tremecém. A galeria no exterior da mesquita foi construída em 1840. Sua construção foi uma consequência de uma completa reconstrução da rua pelos franceses.

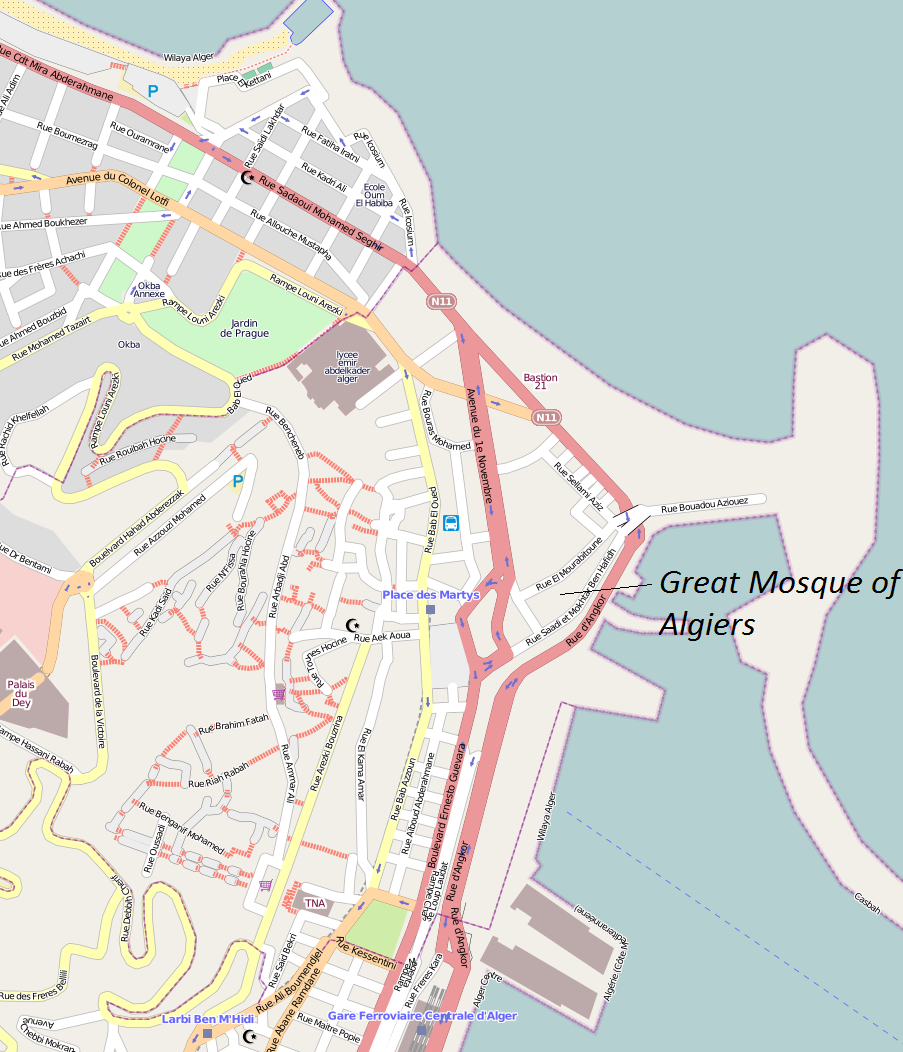
Localização na história área da Casbah de Argel

A Grande Mesquita está localizada na parte nordeste da cidade, na área histórica de Kasbah, perto do porto, ao lado da Câmara de Comércio. Anteriormente, a mesquita estava localizada na Rue de la Marine em Argel durante o governo colonial francês da Argélia, que era então a entrada do porto de Argel. A Rue de la Marine já não existe e foi superada pela Rue d 'Angkor e pela Avenida de Ernesto Guevara e na área da mesquita por uma estrada chamada Rue Saadi et Mokhtar Ben Hafidh sobre a qual se encontra. A mesquita é vista aqui com pórtico reordenado de colunas e arcos que foram construídos no início do período colonial. Estes precedem a fachada da mesquita, consequente ao realinhamento de ruas na área.

## Características
A mesquita tem um pátio rectangular de 38 × 46 metros em uma grade de 9 × 11. Os lados estreitos do rectângulo (com largura maior do que a profundidade perpendicular) possuem uma riwaq (galeria). Este layout foi replicado em muitas estruturas religiosas, por exemplo, a Mesquita do Magrebe Ocidental na Argélia. Enquanto a mesquita principal foi construída em 1097., de acordo com o mimbar, o minarete no canto noroeste foi uma adição posterior (segundo uma inscrição em sua base), em 1332, pelo sultão Ali ibne Iúçufe. A galeria em torno da mesquita principal foi adicionada em 1840.
O salão de oração é subdividido em onze balatat (naves) suportados por colunas de alvenaria. Cada nave é coroada por um duplo telhado inclinado conhecido como arcos mouros. O salão de oração está alinhado abaixo das cinco primeiras das nove baías que correm paralelamente à parede da quibla.

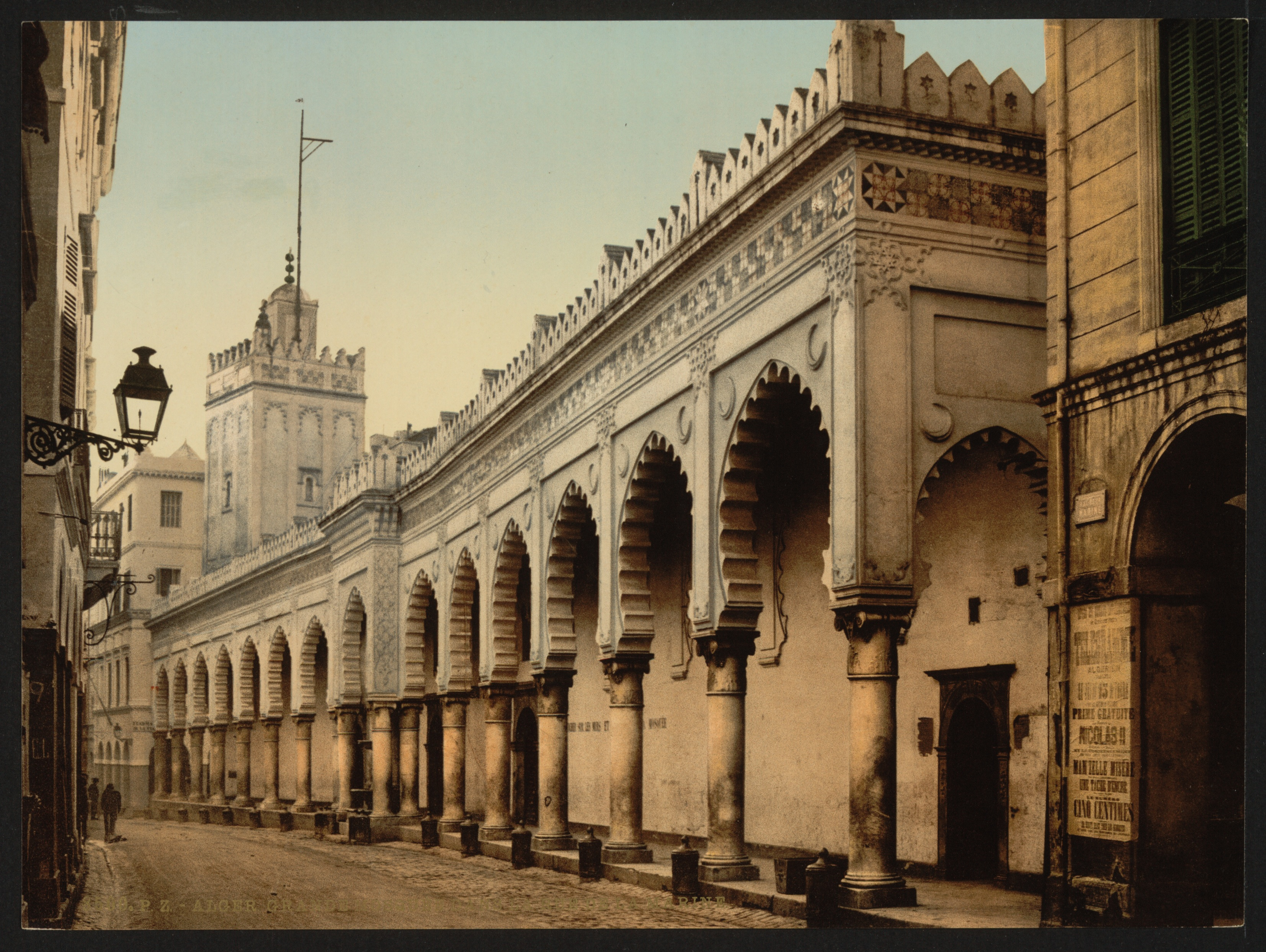
Grande Mesquita de Argel (1899)

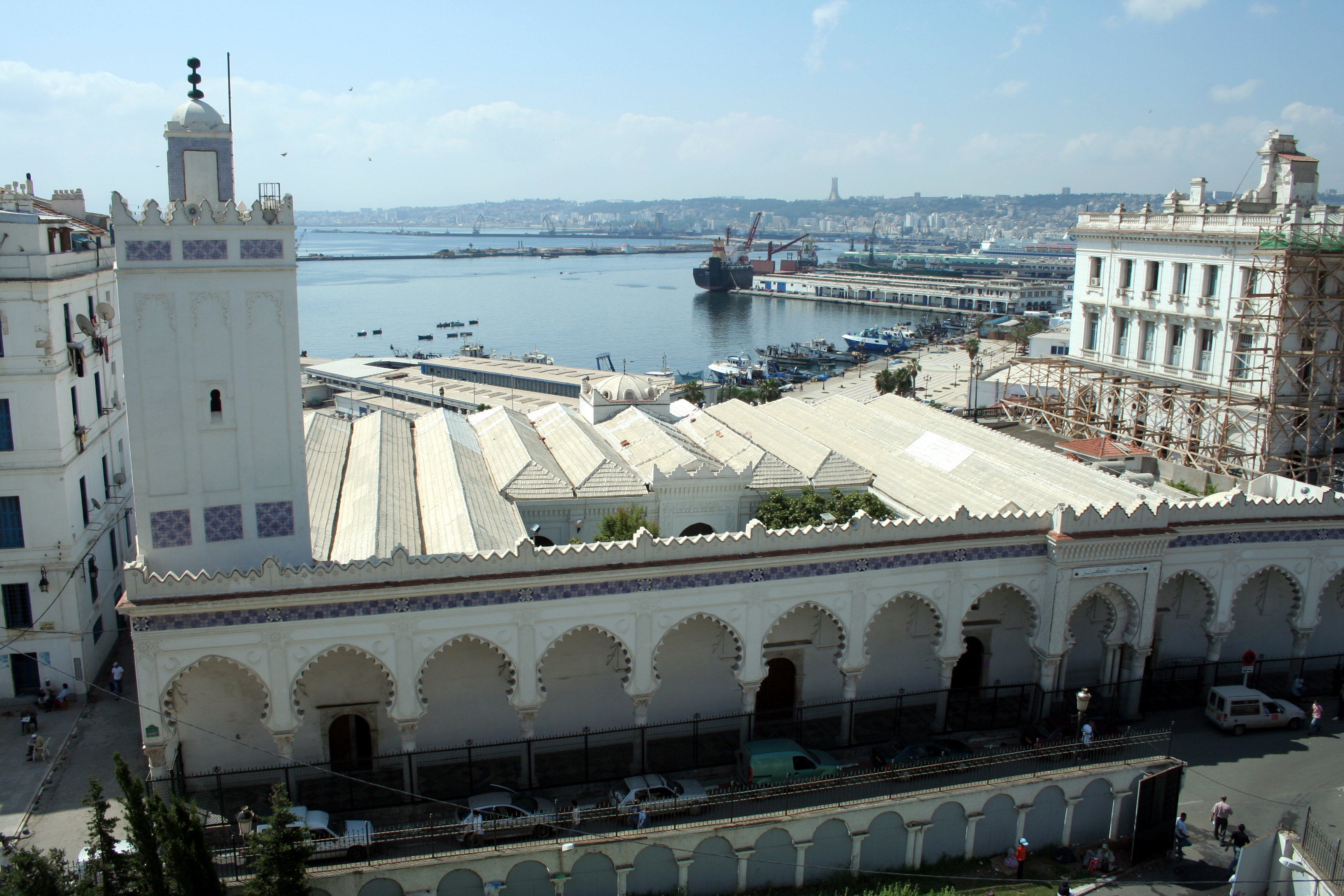
Grande Mesquita de Argel na actualidade

O mirabe, que originalmente foi construído como parte integrante da mesquita em 1097, foi destruído em bombardeios em 1682 d.C. (AH 1093). O mirabe reconstruído é um design típico seguido em Argel do século 18, sob a forma de arcos lobados sangrentos no final da nave central e muito mais larga. É uma simples fachada de frescos com duas pequenas colunas espirais, flanqueando-as de cada lado com um arco de estuque de ogiva visto em relevo. O mirabe está definido em um nicho com um piso plano. Ao lado do mirabe de ambos os lados, há duas aberturas de portas que levam a pequenas salas, uma das quais costumava ser deslocado em trilhos para a sala de oração para o Imam para dizer as orações diárias e dar sermões. Enquanto os trilhos que foram usados para deslocar o mimbar ainda estão embutidos no chão, o mimbar em si agora é preservado no Museu Nacional de Antiguidades e Artes Islâmicas em Argel. É um dos melhores mimbares esculpidos do seu tipo na Argélia.  Possui uma inscrição dizendo: بسم الله الرحمن الرحيم أتم هذا المنبر في أول شهر رجب من سنة تسعين وأربعمائة. الذي عمل محمد (Em nome de Deus, o Compassivo, o Misericordioso. Esta cadeira foi completada no primeiro do mês de Rajab do ano 490. Trabalho de Muhammad). O mimbar é esculpido em madeira fixa sobre rodas para o movimento livre do período almorávida. É modelado na forma simples do mimbar de painéis da Grande Mesquita do Quairawan .
Um pátio fechado faz parte das baías externas da estrutura da mesquita. Uma característica que não é vista aqui é no layout do prédio. As primeiras mesquitas almorávidas foram construídas em um plano em forma de T, algo que não é visto nesta mesquita. No entanto, o seu corredor central é mais amplo do que os outros.
Seguindo o realinhamento da rua principal da Rue de la Marine, mudanças substanciais na fachada tornaram-se uma característica adicional essencial, como se vê agora na forma de "Um pórtico de colunas e arcos".
Numa outra parte da mesquita, no canto nordeste, é a bacia de al-Jenina que, junto com o Minarete, é destinada ao uso exclusivo do imã da mesquita. Tem vários quartos para uso rotineiro. A superfície desta estrutura é recuada com nichos rectangulares decorados com arcos de dupla camada e revestidos em azulejos azuis e brancos.
Os materiais utilizados na construção da mesquita foram pedra, tijolo, telhas e madeira e ornamentação de cerâmica e madeira.